# Violet Bent Backwards over the Grass
“Violet Bent Backwards over the Grass”는 미국의 싱어송라이터 라나 델 레이의 시집이다. 30개가 넘는 시와 사진이 들어있으며, 그 중에는 13개의 긴 시와 일부 짧은 시가 들어있다. 2020년 9월 29일 사이먼 & 슈스터를 통하여 발매하였다.
2019년 12월, 델 레이는 스포큰 워드 음반을 발매할 지도 모른다고 밝혔으며, 또한 잭 안토노프의 음악이 2020년 1월에 함께 나올지도 모른다고 언급하였다. 하지만 개인적인 문제로 인하여 인터스코프/폴리도르를 통해 2020년 2월에 발매하는 것으로 결정되었다. 표지는 오렌지나무로, 에리카 리 시어스가 그렸다. 최종 발매일은 2020년 7월 9일에 결정이 났으며, 2020년 7월 28일에 오디오북, 9월 29일에 하드커버가 발매가 될 예정이라는 내용이었다. 수익금의 반은 나바호 워터 프로젝트에 기부가 될 예정이다.

## 스포큰 워드 음반
책에 이어, “Violet Bent Backwards over the Grass”는 2020년 7월 28일 인터스코프 레코드와 폴리도르 레코드를 통해 피지컬로만 한하여 스포큰 워드 음반으로 발매되었다. 다만 ‘LA Who Am I to Love You’는 일정 기간 동안 스트리밍이 가능토록 하였다. 노래는 “Norman Fucking Rockwell!”과 ”Chemtrails over the Country Club”에 프로듀서로 참여한 잭 안토노프가 참여하였다.
델 레이는 인스타그램 라이브를 통해 이 음반의 가격이 1달러이며 수익금의 50%는 미국 원주민의 토지 문제 및 권리를 보호하는 자선단체에 기부를 할 것이라고 말했으며, 음반 발매 후 2년마다 자선단체가 돌아가면서 이 음반을 판매할 것이라고 말했다. 하지만 현재까지 음반이 1달러에 판매된 적은 없다.
음반은 영국 음반 차트에서 25위를 기록하였으며, 이외에도 포르투갈에서 7위, 스코틀랜드에서 11위, 프랑스에서 57위를 차지하는 등 일부 국가 차트에서 이름을 보였다.

### 트랙 리스트
| #            | 제목                                                                            | 재생 시간 |
| ------------ | ------------------------------------------------------------------------------- | --------- |
| 1.           | 〈LA Who Am I to Love You〉                                                     | 5:20      |
| 2.           | 〈The Land of 1,000 Fires〉                                                     | 4:04      |
| 3.           | 〈Violets Bent Backwards over the Grass〉                                       | 1:04      |
| 4.           | 〈Past the Bushes Cypress Thriving〉                                            | 1:54      |
| 5.           | 〈Salamander〉                                                                  | 1:54      |
| 6.           | 〈Never to Heaven〉                                                             | 2:05      |
| 7.           | 〈Sport Cruiser〉                                                               | 6:53      |
| 8.           | 〈Tessa DiPietro〉                                                              | 2:00      |
| 9.           | 〈Quiet Waiter - Blue Forever〉                                                 | 1:28      |
| 10.          | 〈What Happened When I Left You?〉                                              | 1:18      |
| 11.          | 〈Happy〉                                                                       | 2:22      |
| 12.          | 〈My Bedroom Is a Sacred Place Now – There Are Children at the Foot of My Bed〉 | 2:00      |
| 13.          | 〈Paradise Is Very Fragile〉                                                    | 3:36      |
| 14.          | 〈Bare Feet on Linoleum〉                                                       | 2:52      |
| 총 재생 시간 | 총 재생 시간                                                                    | 38:50     |